# Frutioidia bisignata
Frutioidia bisignata är en insektsart som först beskrevs av Étienne Mulsant och Claudius Rey 1855.  Frutioidia bisignata ingår i släktet Frutioidia och familjen dvärgstritar. Inga underarter finns listade i Catalogue of Life.